# Irene Sáez

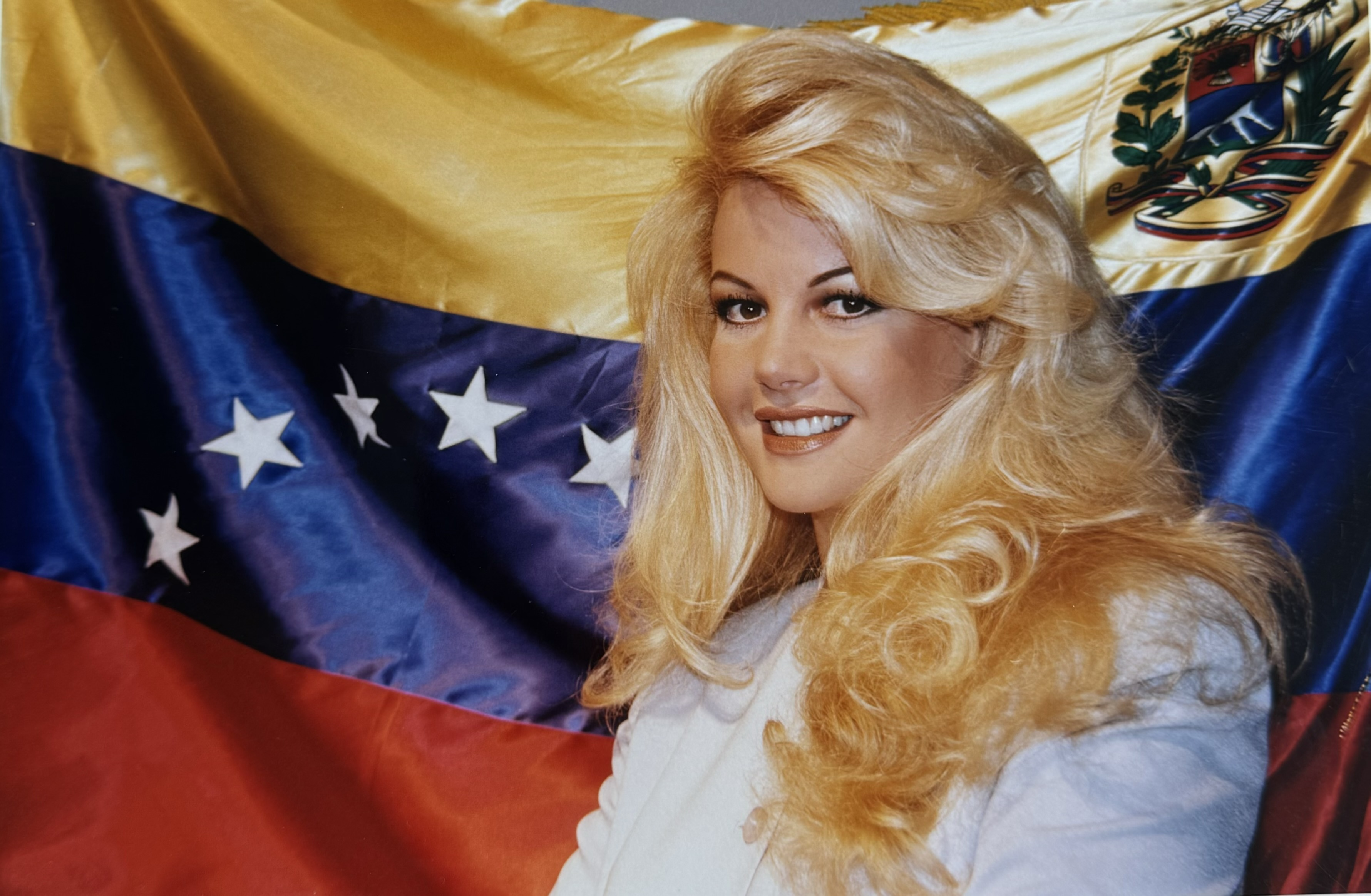
Irene Lailin Sáez Conde (1997)

Irene Lailin Sáez Conde (* 13. Dezember 1961 in Caracas) ist eine ehemalige Miss Universe und venezolanische Politikerin.

## Biografie
Irene Sáez wurde am 21. Juli 1981 in New York City zur Miss Universe gewählt und war damit die zweite venezolanische Siegerin dieses Schönheitswettbewerbs nach Maritza Sayalero 1979. Zuvor war sie Miss Miranda sowie Miss Venezuela.
Ihre politische Laufbahn begann sie 1992, als sie erstmals Bürgermeisterin von Chacao, einem der Wohnbezirke der Oberschicht von Caracas im Bundesstaat Miranda, wurde. In ihrer Amtszeit reduzierte sie die Kriminalität, Korruption sowie Bürokratie und wurde 1995 mit 96 Prozent der Stimmen für eine zweite Amtszeit bis 1998 wiedergewählt.
Auf dieser Grundlage und wegen der zunehmenden öffentlichen Unzufriedenheit mit den traditionellen Parteien wurde sie 1998 eine der ersten unabhängigen Kandidaten für die Präsidentschaftswahlen. Sie war die populärste politische Persönlichkeit zu Beginn des Wahlkampfes und lag in den Umfragen vorn. Doch nachdem sie die Unterstützung durch das Comité de Organización Política Electoral Independiente (COPEI), die damals zweitgrößten Partei des Landes, akzeptierte, fiel sie in der Wählergunst zurück. In der letzten Woche des Wahlkampfes versagte die COPEI ihr die Unterstützung und nominierte stattdessen Henrique Salas zu ihrem offiziellen Präsidentschaftskandidaten. Sáez blieb jedoch unabhängige Kandidatin und erhielt Zuspruch wegen ihrer starken Überzeugung sowie großem Ansehen. Andererseits warfen ihr Kritiker vor ein politisches Leichtgewicht zu sein, die schlagfertigen Interviewern nicht gewachsen sei und sich mehr mit ihrem Image als mit Politik befasste. Letztlich erreichte sie hinter Hugo Chávez und Henrique Salas Römer einen abgeschlagenen dritten Platz bei den Wahlen am 6. Dezember 1998.
Im März 1999 feierte sie ein überraschendes politisches Comeback, als sie als Kandidatin eines aus mehreren Parteien bestehenden Wahlbündnisses Gouverneurin des Bundesstaates Nueva Esparta wurde, nachdem sie ihren engsten Rivalen, den Geschäftsmann und Autohändler Gregorio Boadas, mit 70 zu 28,91 Prozent der Stimmen in der Stichwahl schlug. Nachdem durch die neue Bolivarische Verfassung für Juli 2000 Neuwahlen vorgesehen waren, gab sie bekannt, dass sie wegen Schwangerschaft nicht erneut als Gouverneurin kandidieren würde.